# Brazilský ostrov
Brazilský ostrov (portugalsky Ilha Brasileira, španělsky Isla Brasilera) je říční ostrov na soutoku řek Uruguay a Quaraí. Je dlouhý cca 2,5 km a široký 0,7 km. Leží na hranici mezi Brazílií, Argentinou a Uruguayí. Ostrov je předmětem brazilsko-uruguayského hraničního sporu – oba státy jej nárokují jako součást svého území.